# Puerperi

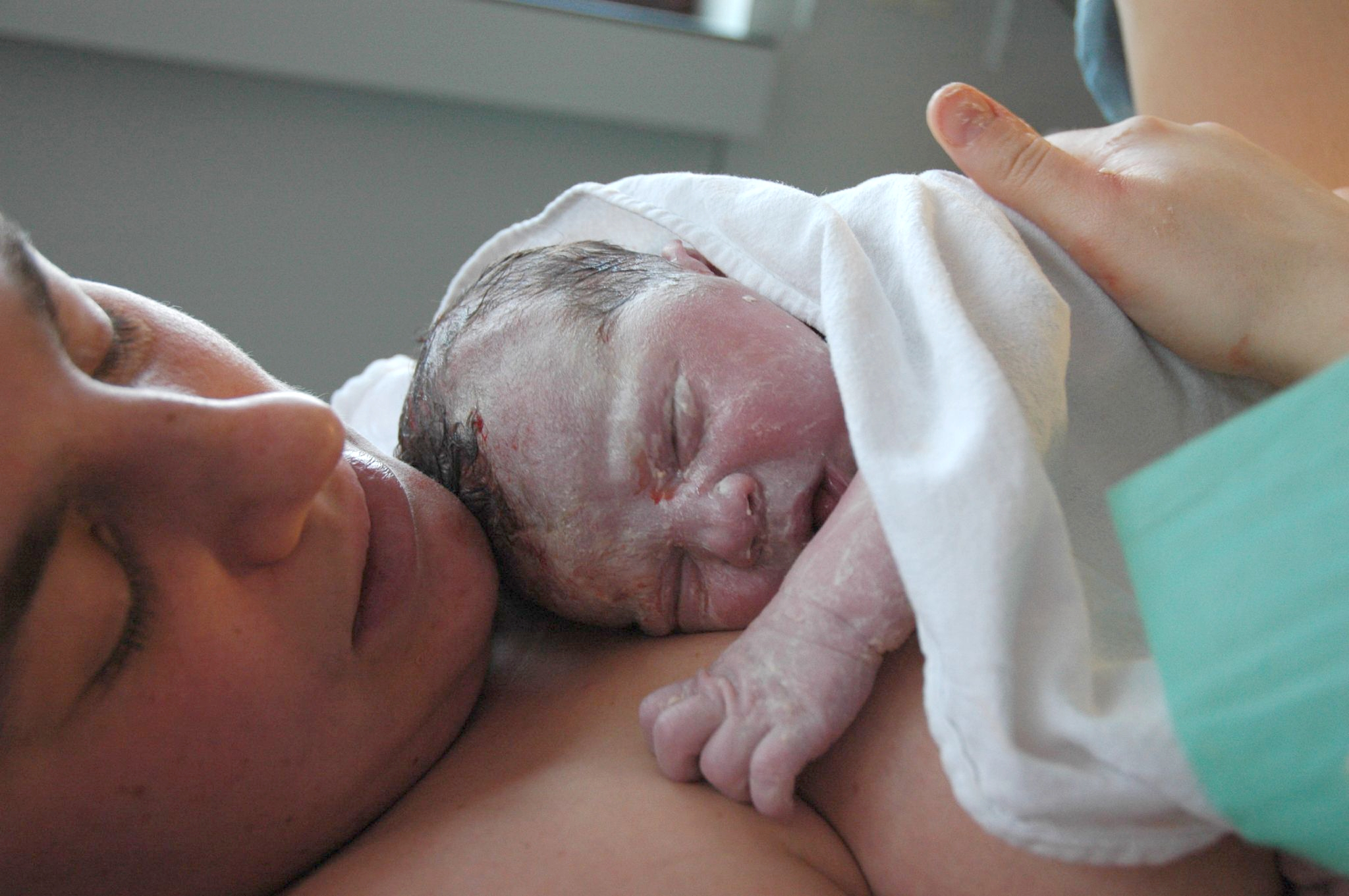
Mare i fill al postpart.

El puerperi o postpart és el període immediatament posterior al part, durant sis setmanes, en el qual el cos de la mare recupera la situació prèvia a l'embaràs.

## Puerperi immediat

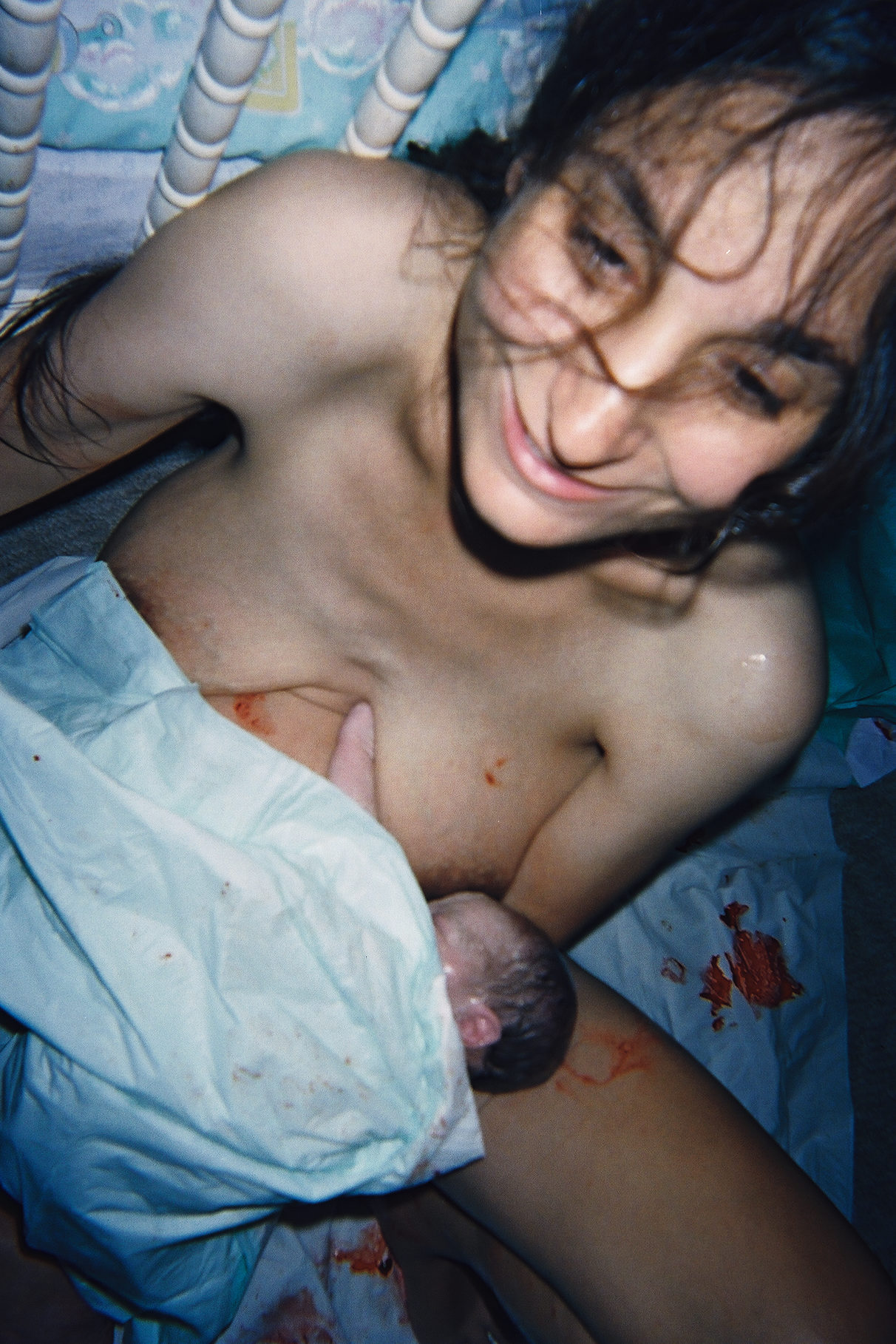
Mare i el seu fill pell a pell al postpart immediat

El puerperi immediat són les dues hores següents a la sortida del nadó. Alguns consideren que es tracta de l'última fase del part mentre que d'altres la classifiquen com a la primera del puerperi. En aquest temps, en un part natural o sense anestèsies, la mare i el seu fill es veuen per primera vegada i aquesta, en principi, segons els psicòlegs i psiquiatres "s'enamora" del seu nadó. El nen sent per primera vegada l'olor de la seva mare, així com la seva veu "externa", i l'identifica amb ella.
Durant el puerperi immediat, les endorfines alliberades durant el part encara fan efecte sobre la mare, i junt amb l'excitació i l'enamorament, mitiguen la dolor i el cansament. Per això, en països com Alemanya, en els quals les mares poden donar a llum amb una llevadora en habitacions aclimatades (com una llar, amb llum molt suau, sofàs, butaques, bancs, sense metges, sense fluorescents, sense bates ni uniformes, etc.) al costat de la sala de l'hospital, les mares solen aprofitar aquest moment per a rentar-se i marxar a casa seva amb el seu fill, ja que al cap de les dues hores se sentirien massa cansades com per a moure's. En els casos en els quals la mare ja ha parit a casa seva o als hospitals on es practica el mètode pell a pell, sol preferir aquest moment d'intimitat per estat abraçada al seu fill i gaudir d'ell. En molts casos es queden adormits junts en quant s'acaba el puerperi immediat. A Espanya el més habitual, en un part sense complicacions, és estar els dos primers dies a l'hospital.
El treball d'un part és enorme, i això fa que després del puerperi immediat, i durant uns dies, una setmana aproximadament, la mare pateixi un cansament extrem. Com aquest s'acompanya de poques hores de son diàries i la necessitat d'ocupar-se del nadó, aquest cansament, d'altra banda normal, es recupera lentament.

## Blaus a la cara
És possible que, a causa de l'esforç, d'empènyer llargament durant el part, apareguin després algunes petites marques, com petits hematomes a la mare, a les zones conjuntives o a les galtes. Aquestes marquetes marxen soles abans de 24 hores.

## Punts

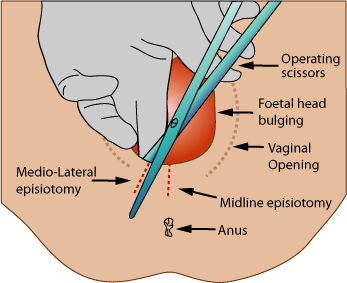
El tall, i conseqüentment la cicatriu i els punts, poden ser centre-laterals (com a l'esquema) o centrals (en direcció a l'annus).

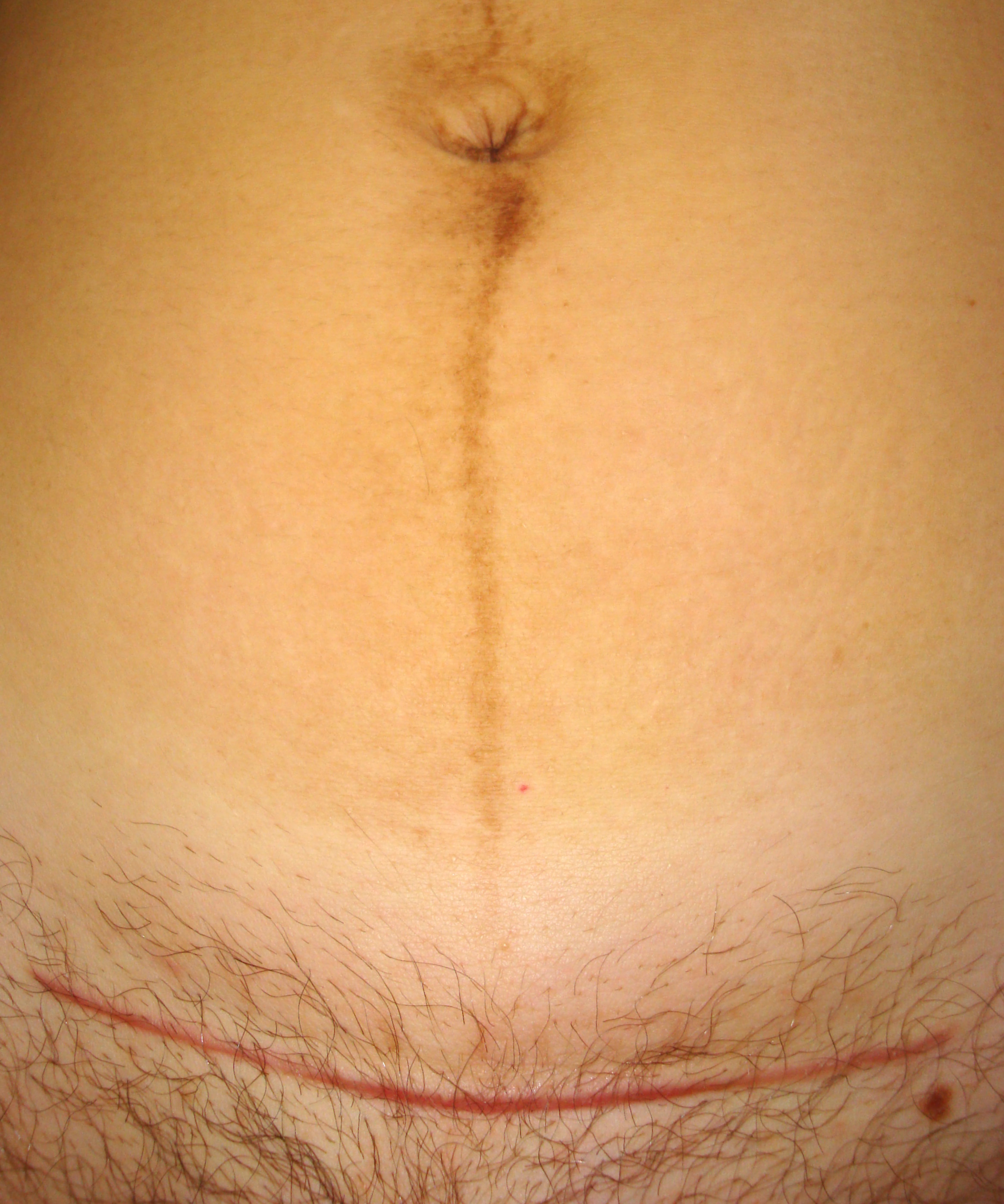
Aspecte d'una cicatriu d'una cesària set setmanes després del part. S'hi aprecia també la línia alba.

Per a facilitar i fer més ràpid el procés d'extreure el nadó al part, alguns metges consideren necessari fer un tall al perineu, anomenat en termes mèdics episiotomia, per tal de fer el "forat" més gran i, segons alguns, evitar esquinçaments. Fa un temps a Espanya es feien rutinàriament a totes les dones, però en l'actualitat l'OMS recomana reservar-ho a l'últim moment i només en casos d'estricta necessitat. Aquest tall, i els posteriors punts i cicatriu, no el tenen mai les mares de part natural, llevat que hi hagi hagut una complicació especial a la qual el metge hagi considerat necessari intervenir, cosa molt poc probable. La sutura d'aquests punts és l'episiorrafia.
La ferida és posteriorment cosida amb punts de sutura, com a altres intervencions quirúrgiques. Aquesta, amb el pas dels dies, es va assecant i la mare nota tibantor i molèsties quan està asseguda. La ferida pot infectar-se amb facilitat fins que no cicatritza del tot, cosa que ocorre al cap d'uns 10 o 15 dies.
No cal treure els punts, ja que aquests estan fets d'un material reabsorbible i que cauen sols.
Tant en el cas de l'episiotomia com al de la cesària, les primeres hores després del part les zones cosides són molt doloroses. Generalment els metges ofereixen analgèsics a les mares durant aquest temps. A més, es poden aplicar gel sobre les zones adolorides per mirar de mitigar la dolor una mica més.

## Dolor dels primers dies a l'úter: torçons o contraccions postpart
Un torçó o contracció postpart és la dolor a l'úter (còlic uterí) fisiològic normal que es repeteix als dies posteriors al part i que és causat per la contracció de l'úter que fa per a poder tornar a la seva posició a la pelvis. Dura uns 5 ó 6 dies després del part. És més dolorós en general quan la musculatura uterina és més flàccida, per exemple, habitualment, al segon fill més que al primer. També s'accentua el dolor quan el nadó està prenent el pit, ja que el cos de la mare allibera llavors oxitocina, una hormona que, entre altres coses, estimula les contraccions uterines.
Els torçons són una resposta fisiològica a la contractura que el múscul uterí fa per tal de reduir el sagnat genital al postpart, així es poden tancar les venes que nodrien la placenta (que havia estat dins de l'úter) a la gestació. Quan el nadó neix, l'úter és més aviat rodó, fa un pam de llarg i pot pesar un quilogram aproximadament. En uns deu dies l'úter recupera la mida i el pes (uns 70 g) habituals. La dona nota que l'úter ja s'ha normalitzat completament quan deixa de notar-lo si es pressiona la panxa per sota del melic.
L'aplicació d'una bossa amb gel sobre la zona prepúbica ajuda a sentir menys els dolors.

## Pèrdues de sang: loquis i menstruació
A vegades la menstruació no torna fins al cap de dos mesos d'haver deixat de donar el pit. Si la mare dona el pit el més probable és que no tingui la menstruació fins que finalitzi la lactància. Si no dona el pit pot tenir la menstruació als 30 o 40 dies del part.
Els loquis, pèrdues de sang i coàguls de teixits interns restants fruit de la cicatrització de la placenta, duren usualment d'unes tres a sis setmanes, sent el més habitual uns quaranta dies. Com ocorre amb la regla, al començament són d'un vermell brillant i amb el pas del temps es fan més foscos i marrons. Al final són blancs o groguencs. Durant les pèrdues de loquis és recomanable una bona higiene diària (dutxa i bidet).
Mentre es tenen loquis cal evitar els tampons per a evitar possibles infeccions. Al postpart sol ser recomanable l'ús de compreses externes, i canviar-les freqüentment, per a evitar al màxim possible una eventual infecció dels teixits. Aquestes són millor de cel·lulosa, paper o roba que de plàstic, ja que aquestes darreres no permeten la circulació de l'aire.
És possible que els pares no vulguin tenir un segon fill immediatament després del primer. Si és el cas, han de tenir en compte que no es pot saber quan la mare tornarà a ovular, i que conseqüentment la manca de menstruació en el postpart no garanteix que no pugui tornar a quedar-se embarassada. En aquests casos és convenient l'ús d'un condó a les relacions sexuals. La píndola anticonceptiva està contraindicada al període de lactància, ja que es basa en hormones femenines que passarien a la llet que pren el nadó. En cas de lactància artificial, la mare pot escollir el mètode anticonceptiu que desitgi.

## Lactància

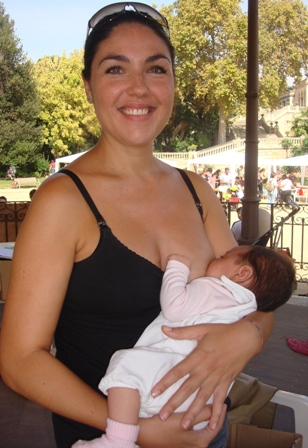
Mare donant el pit

Els primers tres o quatre dies després del part, la mare no produeix encara llet sinó un líquid groguenc anomenat calostre, que les glàndules mamàries poden secretar ja abans del part i que se segrega en major quantitat dos o tres dies després d'aquest, fins que aquest és substituït per la llet materna. Si una mare no vol o no pot donar el pit al seu fill ha d'indicar-ho al metge perquè li doni un medicament, que ha de prendre abans del tercer dia després del part, que li impedirà la pujada de la llet. El calostre és bo pel nounat, ja que conté una alta quantitat d'immunoglobulines (popularment, "defenses") per a protegir-lo d'infeccions.
Un cop la llet puja, aquesta continuarà produint-se fins que el nen deixi de prendre el pit, tant si això és al cap de dos mesos, sis o fins i tot un parell d'anys. Quan el nadó succiona, excita els nervis dels mugrons, que envien el senyal de produir llet. La mare sap que la llet flueix perquè nota un pessigolleig al mugró. Els primers dies són difícils, ja que ni la mare ni el nen tenen experiència, i pot ser dolorós per la mare, però al cap d'una o dues setmanes la majoria de mares i fills ja no tenen cap problema. Alguns consells per als primers dies poden ser donar mamar el més freqüentment possible, l'aplicació de compreses fredes o calentes als pits per a alleujar la dolor, la posició del nadó en succionar, etc.
Els petits abultaments als pits són normals durant la lactància, ja que en realitat es tracten de les glàndules que segreguen la llet, i marxen tan bon punt aquesta acaba.
Freqüentment, mentre la mare està en període de lactància reté més líquids i no nota que recuperi gaire ràpid el seu pes habitual. Tanmateix, un cop acabada la lactància sol recuperar la seva forma sense gaire esforç. Durant la lactància la mare pot fer un exercici físic moderat, com caminar o nedar, i hauria de cuidar la seva dieta perquè sigui sana, és a dir amb tots els nutrients necessaris per a ella i el seu fill, de manera equilibrada. A la majoria de CAPs hi ha personal sanitari especialitzat que aconsella les mares sobre com fer-ho.
Durant la lactància la mare ha d'evitar fumar, l'alcohol i qualsevol medicament que el seu metge no li hagi receptat, perquè quasi tots s'excreten per la llet materna.

## Alimentació
Durant el puerperi és molt important que la mare es cuidi i segueixi una dieta equilibrada. Especialment si dona el pit al seu fill, necessitarà una aportació calòrica correcta i les necessitats de vitamines i minerals seran similars a les de l'embaràs. Com succeeix a l'embaràs, no cal que la mare lactant mengi el doble del normal ("menjar per dos") sinó que és suficient amb unes 600 kcal extres diàries.

## Orina
Les primeres hores també li pot costar la micció espontània degut a la disminució de to de la bufeta (en parts molt prolongats o instrumentats) i a l'anestèsia peridural. Cal buidar la bufeta en les 6 o 8 hores després del part, encara que les 24 hores després del part sol ser difícil orinar. És important durant les primeres hores obligar-se a una micció freqüent, perquè el buidament correcte de la bufeta permet una millor involució uterina. Durant els primers dies del postpart és important beure molta aigua, tant per a poder formar més orina i més diluïda, que ajudarà a prevenir infeccions del sistema urinari, com per a poder produir llet materna més fàcilment. Més endavant pot presentar certa incontinència urinària i és recomanable fer els exercicis de rehabilitació miccional de Kegel per prevenir les incontinències perllongades que es poden agreujar amb el pas del temps.

## Restrenyiment
És freqüent tenir restrenyiment després del part, degut als ènemes, a la falta d'ingesta, a la disminució de l'activitat física, a la presència d'hemorroides, etc. En aproximadament dues setmanes el to i la motilitat del budell es normalitzaran. S'ha d'intentar seguir una dieta rica en fruita i fibra alimentària.

## Relacions sexuals
Segons la clínica Dexeus, mai s'hauria de viure la maternitat com una època que hagi de ser sexualment inactiva. És possible que tant la mare com el pare perdin momentàniament l'interès pel sexe al postpart, a causa de l'excitació de l'arribada del fill i pel cansament que comporta. Les mostres d'amor però no tenen per què evitar-se i de fet solen incrementar-se a les parelles en aquest període. La mandra a causa del cansament fa que naturalment les parelles comencin de forma molt suau.
Per a iniciar el coit cal esperar almenys que la pelvis de la mare hagi recuperat completament la seva posició inicial, cosa que ocorre a unes tres o quatre setmanes després del part. També és important que, en cas que li hagin fet punts (episiotomia), la ferida estigui completament cicatritzada abans de començar el sexe vaginal. Durant la lactància o fins que torna a tenir la menstruació, és normal que la mare noti sequedat a la vagina, a causa del baix nivell d'hormones que les dones tenen al postpart, però això es pot solucionar fàcilment amb l'ús de gels, cremes o olis lubricants fins que torni a tenir prou lubricació natural.
És possible que durant el postpart la mare senti rebuig al sexe o fins i tot dolor de causes psicològiques durant el coit (efectuat un cop la pelvis s'ha normalitzat i l'episiotomia està tancada i no presenta problemes), que poden ser a causa de la por que s'obri la cicatriu, a la presència del nadó o l'ansietat de sentir que sobtadament l'haurà d'atendre o a altres motius. Normalment aquests obstacles es van superant amb el temps. Els dos membres de la parella han d'estar d'acord i tenir ambdós ganes abans de reiniciar el coit o altres relacions sexuals. El dolor al coit, junt amb la sequedat, pot ser a causa de la manca hormonal normal durant la lactància, es diu vulvitis de la dida i desapareix amb l'ús de cremes hormonals i naturalment en deixar la lactància.

## Higiene

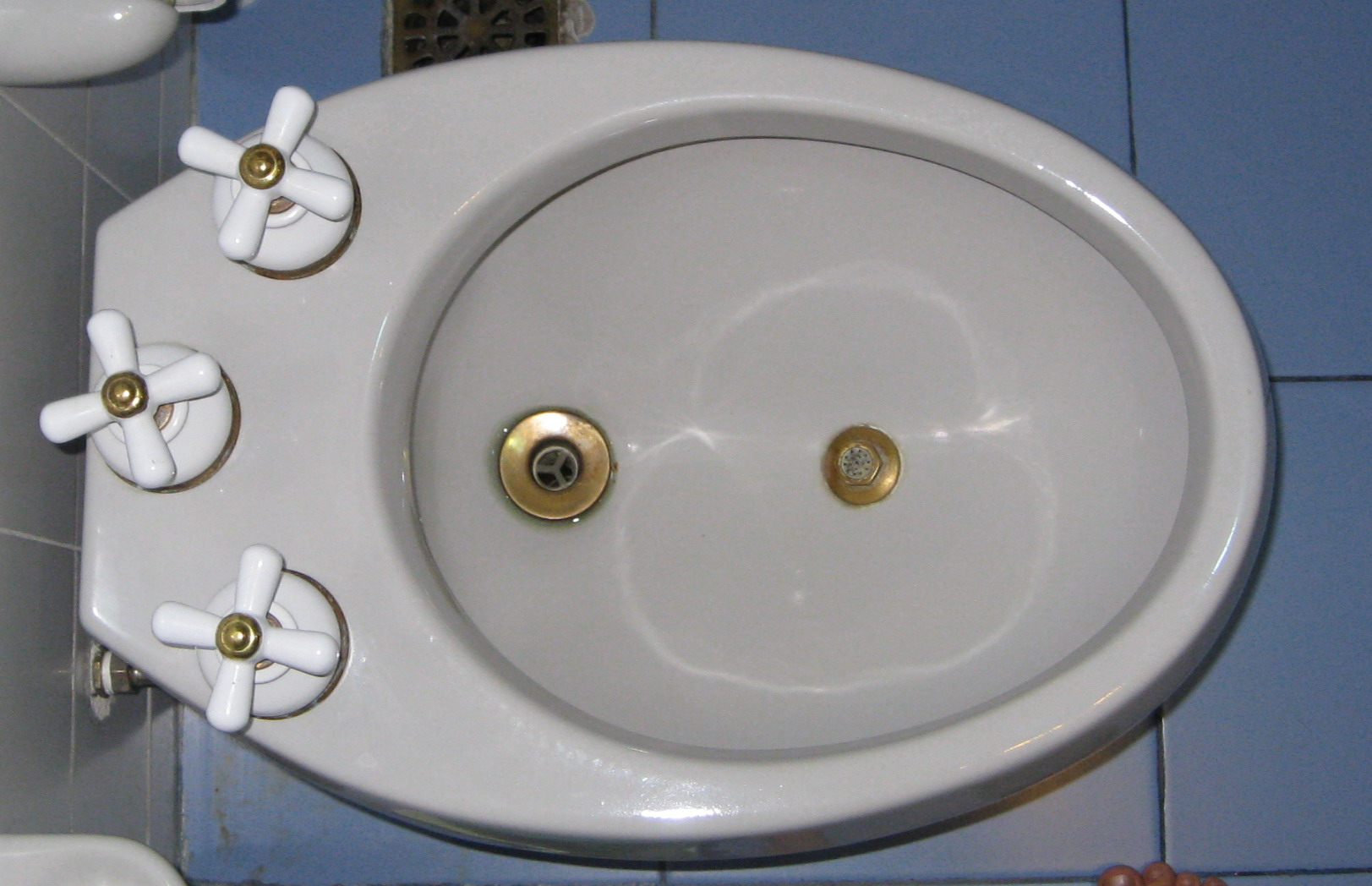
El bidet és pràctic al postpart

Si el part ha estat vaginal, al cap de poques hores i assegurant-se que no es mareja, la mare ja es pot dutxar completament. En el cas que li hagin tallat per obrir més la vagina i després lògicament ha calgut cosir punts (episiotomia), cal rentar la cicatriu amb aigua i sabó, o aigua amb una mica de sal; i després ha d'assecar bé la ferida; uns tres cops al dia. Si el part ha estat per cesària haurà d'esperar un dia o una mica més a dutxar-se, quan pugui aixecar-se, però es pot rentar amb una tovallola humida al mateix llit. Al postpart en principi val més evitar els banys en piscines o a la mar, per a reduir la possibilitat d'infeccions vaginals.
Convé rentar bé els mugrons abans i després de cada cop que es dona mamar al nadó. És aconsellable l'ús d'un bon sostenidor especial, per a la comoditat de la mare i el fill a l'hora de mamar i també per a prevenir la flaccidesa del pit de la mare.
Actualment, algunes dones usen cremes hidratants als pits i al ventre per a ajudar que no apareguin moltes estries. Cal anar amb compte de no posar-les als mugrons, ja que el seu gust és desagradable i pot fer que el nadó rebutgi la llet a causa de la crema corporal.

## Recuperació del pes i forma física
Sense haver de fer dieta aprimant, la mare perd de manera natural entre 6kg i 8kg la primera setmana. No s'ha de tenir mai pressa per recuperar la figura; és normal que els primers dies la mare se senti grassa, amb els pits inflats i el ventre tou i voluminós. El cos necessitarà entre 3 i 6 mesos per estar novament en forma.
És molt important ésser conscient de l'exagerada dilatació visceral que causen l'embaràs i el part, sobretot si aquest ha estat induït amb oxitocina i provocat amb una episiotomia, per a fer exercicis que enforteixin la musculatura pelviana ja abans de l'embaràs, si és possible, durant i sobretot al postpart. Quatre de cada cinc dones pateixen a causa d'això descens de la bufeta, la matriu o el recte, dolor al mantenir relacions sexuals i incontinència urinària, etc. a causa de la pèrdua total de to muscular i força al teixit que sosté la pelvis, tal que, si no fan res per evitar-ho, produeix que els òrgans genitals tendeixin a caure. Això es pot evitar per mitjà d'una teràpia vaginal postpart i amb ajuda de boles intravaginals. Aquesta teràpia és gratuïta (coberta per la seguretat social) al Rosselló, però privada a Catalunya, País Valencià i Balears. A Espanya i Andorra les boles intravaginals només es poden trobar als sex-shops.
Els músculs abdominals i pelvians van tornant de mica en mica al seu to normal. Durant l'embaràs i el part es poden produir sobredistensions i esquinçaments musculars, i per això s'han de realitzar exercicis de rehabilitació abdominals i pelvians, per prevenir prolapses i hèrnies. No és aconsellable iniciar-los massa d'hora, i sempre és millor si rep orientació com la que pot obtenir als centres especialitzats. Les hemorroides, les varius de les cames i el mal d'esquena aniran millorant a poc a poc.
Hi ha una sèrie d'exercicis suaus especialment dissenyats per a l'etapa del postpart i encaminats a evitar problemes varicosos a les cames i a millorar el to dels músculs abdominals i del perineu. Aquests, que han d'estar prescrits o almenys consultats amb una persona especialitzada, es poden fer a partir de la dona se senti amb forces i ganes per a fer-los, mai abans de la primera setmana i, en el cas de les mares per cesària, mai abans de diverses setmanes, quan els teixits abdominals s'hauran recuperat completament.
Abans d'iniciar l'enfortiment dels abdominals, ha d'haver-se enfortit la musculatura del sòl pelvià. Iniciada precoçment, la rehabilitació durant el postpart pot prevenir l'aparició de trastorns més importants del sòl pelvià. Aquesta recuperació consisteix en el fet que la dona integri la musculatura del sòl pelvià al seu esquema corporal i intenti percebre els esfínters i músculs perineals per tornar a adquirir, a poc a poc, la tonicitat dels músculs.
Quan parin els loquis, nedar o caminar ajudarà a millorar la circulació molt ràpidament. Per tornar a practicar la majoria d'esports, s'aconsella esperar fins que acabi la lactància, i si no es lacta, esperar uns tres mesos perquè el sòl pelvià i l'esquena estiguin una mica recuperats i enfortits.

## Trastorns i malalties puerperals

### Depressió postpart
Totes les dones se senten cansades i poc organitzades la primera setmana després que arriben a casa després de l'hospital, és lògic i normal. Al tercer o quart dia després del part, la meitat a quart cinquenes parts de mares se senten una mica ploroses, insegures i desanimades. Això es coneix com a depressió del tercer dia o baby blues i desapareix al cap d'unes hores o un parell de dies com a molt. El baby blues de les mares és molt freqüent les dues setmanes posteriors al naixement del fill i marxa sol, al contrari que la depressió postpart, el baby blues no presenta sentiments d'incapacitat ni manca de motivació, sinó molta inestabilitat en l'humor i una gran tendència al plor.
Una de cada deu mares, o un 30% a un 80% segons altres fonts, pateix una depressió postpart, que es pot identificar si, uns dies després del part, es troben cada dia més tristes, amb ganes de plorar per tot i amb sentiments negatius sobre la seva capacitat per a estimar i cuidar el seu fill, i, en general, amb els mateixos símptomes que qualsevol altra depressió. Una depressió postpart necessita tractament, que és similar al de la depressió. És fals que les mares amb depressió postpart tendeixin a agredir els seus infants, són casos excepcionals i que també poden donar-se en dones sense depressió. No es coneix perquè hi ha tants casos de depressió després del part però probablement té relació amb els canvis hormonals a les dones durant el postpart.
Una alteració extremadament rara, però possible si la depressió postpart no es tracta a temps, és la psicosi puerperal, a la qual la mare té al·lucinacions i perd el sentit de la realitat, cosa que l'obliga a l'hospitalització.
Menys coneguda és la depressió postpart que pot sofrir el pare, sobretot en una cultura en la qual ell sent que no s'ha ocupat de res ni ha estat preparat, i quan la mare dona a llum de manera natural amb la consegüent descàrrega d'hormones. Unes possibles causes són les fortes emocions sorgides del part, el fet que no se senti útil o participant actiu al procés, que estigui cansat emocionalment i que senti que ningú no s'ocupa d'ell.

## Primera revisió mèdica
En principi, la mare ja coneix un metge que l'ha atès durant l'embaràs i potser el part, que s'encarregarà de donar-li cita per a les revisions postpart. la primera revisió sol ser unes sis setmanes després del part, per a comprovar la correcta evolució del pes, la pressió arterial i l'úter. Sol aprofitar per a explorar els pits i buscar abultaments estranys (els petits són normals si hi ha lactància) i per a comprovar que el cèrvix està tancat i que, si hi ha hagut tall (cesària o vaginal), aquest està ben cicatritzat.
És una bona ocasió perquè la mare, si vol, pregunti, en el seu cas personal i segons la seva evolució, a la seva llevadora o al seu metge sobre els anticonceptius més adients; sobre les seves relacions sexuals (si no les ha represes ja naturalment amb normalitat); sobre la represa d'un esport o d'exercicis físics especials per a ajudar a recuperar la forma, per exemple, o tota mena de dubtes que pugui tenir.
Durant el postpart però hi ha una possibilitat que es manifesti un símptoma que, tot i que pot no causar cap problema, pot ser que sí que indiqui alguna cosa a tractar. Per això, tot i no tenir cita, cal consultar un metge si al postpart la mare pateix alguna d'aquestes coses:
- Nàusees i vòmits freqüents
- Regla més forta que les habituals a la primera setmana (les petites pèrdues són normals)
- Pèrdues vaginals de sang i altres substàncies, si aquestes fan mala olor (si no fan pudor són normals, s'anomenen loquis)
- Dolor al pit que impedeix agafar aire o amb tos, o dolor, inflamació i envermelliment sobtat d'una cama
- Febre superior als 38 °C, que podria indicar una infecció interna, a les restes d'úter i membranes placentàries que encara queden al cos
- Pixar constantment, o de manera que cou o fa mal
- Molèsties duradores al perineu (la zona que va des de la vagina fins a l'anus)

## Entorn familiar

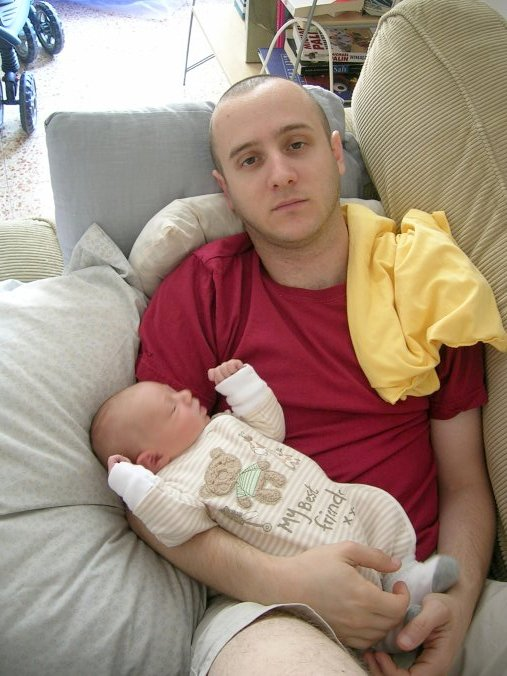
Pare amb el seu fill a l'època del postpart matern.

### Paper de la parella durant el postpart
La parella pot acompanyar la mare i el fill al puerperi immediat. És important que al llarg del puerperi la parella no s'ocupi només del fill sinó també de la mare. L'arribada d'un nou fill és una experiència molt important també per als co-progenitors, que els permet sentir que s'ocupen més activament d'ells que durant l'embaràs. Les tasques de cura del nou fill ajuden a establir una relació més forta amb el fill i amb la mare. També s'ha d'ocupar de l'estat de salut de la mare, en especial els primers dies, quan estarà més cansada i tot sembla més difícil, i és un bon moment perquè la parella consolidi la relació amb els germans grans del nounat.
Algunes parelles, com les mares, senten por o inseguretat de no poder ser prou bons pares. De vegades poden sentir gelós del seu fill o sentir-se exclosos de la relació mare i fill.

### Paper dels avis
No tots els avis tindran les mateixes respostes. Alguns se seguiran mantenint al marge de la mare que ha donat a llum, però si hi ha una bona relació, aquest contacte sempre serà positiu i útil.

### Germans del nounat
Si hi ha germans grans, pot ser que tinguin sentiments de gelosia o inseguretat davant l'arribada d'un nou membre a la família. Tractaran de cridar l'atenció; mostraran una mica d'agressivitat. Sens dubte, sempre seran uns moments durs. Serà molt important que vagin a l'hospital a conèixer el seu nou germà o germana. L'han de veure.

## Baixa maternal a la feina
Durant el postpart, com a mínim el primer mes, és normal que la mare no pugui realitzar activitats físiques al mateix nivell que abans de l'inici de l'embaràs. Així doncs, és important tenir-ho en compte a l'hora d'organitzar la vida quotidiana durant el primer mes i, si cal, disposar d'ajuda. Tampoc, malgrat no estar malalta, la mare no està encara plenament en forma psíquica i física per a poder tornar a la feina immediatament, per això té dret per llei a un període de baixa maternal.
La baixa maternal fa referència al període de descans a què tenen dret els treballadors que seran pares. A Espanya, la mare i la parella poden sumar 16 setmanes (de les quals 6 són obligatòriament per a la mare i han de ser a partir del moment del part) de baixa, ampliables en cas de bessonada a 2 setmanes més per cada nadó a partir del segon. Les altres 10 setmanes poden repartir-se, si es vol, entre les darreres setmanes del part o després d'ell, i entre la mare i la parella (els dos alhora, un després de l'altre o bé de manera solapada) sense oblidar que no són 10 setmanes per a cadascú, sinó 10 entre tots dos. Al mateix hospital, la parella rebrà un informe del part per tramitar la baixa maternal.
Dels períodes esmentats, se'n pot gaudir en règim de jornada completa, però també a temps parcial, sempre que els empresaris hi estiguin d'acord o els treballadors hi tinguin dret perquè el conveni del seu sector ho estableix així.
Després de la baixa materna, a Espanya, els treballadors amb nens petits gaudeixen d'alguns avantatges (per exemple, reducció de jornada o excedències) que els ajuden a fer compatibles la vida familiar i laboral. La majoria d'aquests drets consten a l'Estatut dels treballadors i les successives modificacions, com ara la Llei d'igualtat de març de 2007, però també convé consultar el conveni col·lectiu de l'empresa o el sector laboral al qual pertany l'empresa, perquè de vegades inclouen millores.

### Altres països
En alguns països, com per exemple a Suècia, la llei obliga els pares a tenir una baixa paternal de la mateixa durada que les mares, tot i que poden realitzar-la després d'elles, per a evitar el sexisme a les empreses. El fill també pot així aprofitar per a estar més temps amb els dos progenitors a casa, la qual cosa afavoreix una relació més íntima amb el fill.